# Rádio Espinharas
 Rádio Espinharas é uma emissora de rádio brasileira do município de Patos, estado da Paraíba.

## História
A primeira emissora de rádio da Capital do Sertão chegou pelas mãos de políticos e objetivava propiciar espaços eleitorais pelo seu poder de alcance. A Rádio Espinharas, ZYZ-6, operando em 1.470 KLc (mais tarde KHz), foi inaugurada no ano de 1950, depois da fase experimental que começou em julho de 1949, com uma pré-inauguração em setembro, trazida pelas mãos do ministro Pereira Lira, homem bastante influente no Governo Dutra, que disputava a eleição de senador, concorrendo com Ruy Carneiro. Na mesma época ele conseguiu as emissoras: Arapuan de João Pessoa e Caturité de Campina Grande. A montagem ficou a cargo de Teófilo de Vasconcelos e o primeiro teste de voz foi feito pelo então deputado Ernani Sátyro, momento em que divulgava seu slogan: "Patos falando mais alto, para mais longe". Tal registro se deu às 16h15, do dia 1º de agosto. A direção artística foi confiada ao Dr. Manuel Quinídio Sobral, enquanto a gerência administrativa e financeira ficou a critério do Dr. Chico Soares. Também figuravam como colaboradores: Dr. Dionísio da Costa (diretor de programação), Milton Gomes Vieira (diretor gerente), o técnico Joaquim Araújo de Melo (sob supervisão do Dr. Bergalo da "Bawon") e supervisão geral de Teófilo Vasconcelos (que escrevia matérias para a Revista Cruzeiro). O estúdio foi instalado na rua Rui Barbosa, em um velho armazém pertencente ao prefeito Clóvis Sátyro. O primeiro transmissor, um BAYTON, fora cedido por Victor Costa, dono da Rádio Mayrink Veiga - Rio de Janeiro, instalado no almoxarifado da Usina da Luz, onde mais tarde seria construído o Hotel JK, operado por José Cunha Sobrinho e João Marrinha. Ao lado, no terreno do futuro Tênis Clube, a antena de madeira com 32 metros, que seria danificada por um boi mascarado que se desgarrara no caminho da Feira do Gado, tendo que ser diminuída e, mesmo assim, mantendo a qualidade de transmissão. Os primeiros locutores efetivos foram: Ary Rodrigues, Gilberto Nabor (Gilberto da Estatística) e Professor Rosalvo. Operadores: Júlio Paulo, José Fonseca e Biró Eletricista. A maior atração da emissora, programas de auditório, teve no seu primeiro comando, em termos de organização, o músico Vavá Brandão, dirigindo o Regional da Espinharas, com ele no pandeiro, Raminho no saxofone, Laureano no trombone, Quipinha e Antônio Moreno (violões), Antônio Barros na manola (substituído por Bideca de Pombal) e Valdim no surdo. Os cantores selecionados foram: Diva Xavier, Desterro Lopes, Dé Silva, Jota Sobrinho (Caunha), Ferreira Filho, Jota Vieira, José Inácio, Arnaldo Diniz, Edígio Lima e Luiz Oliveira. Ary Rodrigues comandava os programas de auditório: Festival de Música, as quartas e sábados à noite, Domingo Alegre - pela manhã, tendo como auxiliar seu irmão Zé Rodrigues, que fazia parte dos calouros. Artistas de fora também eram atraídos: José Jataí, os violonistas Aureliano e Cícero, além do cantor Paulo Sobral, todos de Campina Grande. Depois chegaram os irmãos: Zé Orlando e Zé Otoner, que cantavam em dupla e solo, especialmente composições mexicanas. Vale registrar a apresentação no Cine Eldorado, do grupo Los Piconeres - Conjunto Espanhol, show promovido e transmitido pela Rádio Espinharas.
Na área jornalística o destaque era para o Jornal Espinharas, ao meio dia, apresentado pelo professor Rosalvo e Ary Rodrigues, com notícias captadas por telegrafistas contratados pela emissora; Cartão Sonoro, com Neves Soares; Comentário Político, às 17h, com Dr. Quinídio Sobral; A Crônica do Dia, às 18h, com Dr. Chico Soares e Um Tengo e uma Poesia, a partir das 22h, com Dr. Dionísio. A programação da emissora era desenvolvida das 06h às 23h45. No período diurno, até as 17h, a energia era fornecida pela Sorveteria Quitandinha, do empresário Souto Maior e até o encerramento com a energia fornecida pelo município. A primeira transmissão feita do meio da rua aconteceu na campanha de Pereira Lira, no mês de agosto de 1950, poucos dias após a inauguração oficial, quando, pela primeira vez, Luiz Gonzaga - o Rei do Baião, com Catamilo no zabumba e Zequinha no triângulo, se apresentou na Capital do Sertão da Paraíba, em frente à casa do Dr. Clóvis Sátyro, na avenida Solon de Lucena.
Com a derrota nas urnas e o desestímulo de Pereira Lira, a UDN perdeu a concessão da Rádio Espinharas para o PSD e uma nova diretoria assumiu a emissora em 1951: diretor-presidente - Wilson Jansen; diretor comercial - José Urquiza, diretor artístico - Dr. Valter Arcoverde; diretor técnico - Didi Barros. O corpo funcional foi mantido, recebendo o reforço do experiente locutor Francisco Jaime Pereira (Chico Espirro), contratado pela Rádio Clube de Pernambuco, no ano seguinte, oportunidade em que chegaram: Luiz Pereira, além de Ramalho Silva e Valdivino, substitutos de professor Rosalvo e Gilberto da Estatística, que se transferiram de Patos. Neste ano, grandes promoções artísticas foram levadas a efeito, com apresentações dos shows de: Augusto Calheiros, Gordurinha, Vicente Celestino, Linda Marival, Jonas Araújo, Mannês, Giseuda Moreira, Arlindo do Piston, Aureliano do Violão, Arnaldo Leão e os Boêmios da Noite, No final de 1952, as emissoras paraibanas tinham como supervisor Teófilo de Vasconcelos que entregou a direção da Espinharas a José Soares, proprietário da Livraria Minerva que, já no início do ano seguinte, passaria a função a José Almeida, por determinação do novo supervisor Benedito Vasconcelos.
Em 1955, a única emissora de Patos sairia do ar e só voltaria a operar em 30 de junho de 1958, quando foi adquirida por Drault Ernanny e passou a ser dirigida por Maurício Leite, responsável pela sua reestruturação e modernização em termos de equipamentos. Trouxe valores como Severino Quirino, Joel Carlos e dinamizou o departamento comercial. Adquiriu um transporte próprio (um Chevrolet, modelo Marineti, do ano), trocada por uma Perua VEMAGET nova, em 1961. Entre 1962 e 1963, a Rádio Espinharas trouxe a Patos grandes atrações: Orlando Silva, Nelson Gonçalves, Pedro Raimundo, Zé Trindade. Através do empresário Saturnino Benevides, também tornou possível as apresentações de Núbia Lafaiete e o argentino Carlos Ramires, constituindo a época de ouro do nosso rádio. O segundo dono, que também enveredava nos caminhos da política, viria a sofrer o mesmo desgosto depois de ter sido deputado federal e perder a eleição seguinte de suplente de senador. Decidiu, então, por vendê-la à Diocese de Patos, no dia 13 de maio de 1963. Adquirida pelo Movimento de Educação de Base, criado por Dom Expedito Eduardo de Oliveira, a primeira estação de rádio do Sertão recebeu um suporte considerável com a implantação de novos equipamentos, passando a construir um dos maiores instrumentos de educação e evangelização que não pararia de crescer, chegando à condição de um dos maiores meios de comunicação do estado da Paraíba. Vale destacar que, até a década de 70, as emissoras de rádio constituíam uma das poucas opções de lazer e, sem a concorrência da televisão atuavam, até mesmo no campo das novelas, com dramatizações permanentes e sequenciadas, a exemplo da Paixão de Cristo, apresentada na Semana Santa.
Em 2011, inaugura a frequência 105.1 MHz.
Em fevereiro de 2019, a emissora migra de AM 1400 KHz para FM 97.9 MHz, a migração e a inauguração aconteceu durante uma missa especial na cidade.